# Santiago Sedeño y Pastor

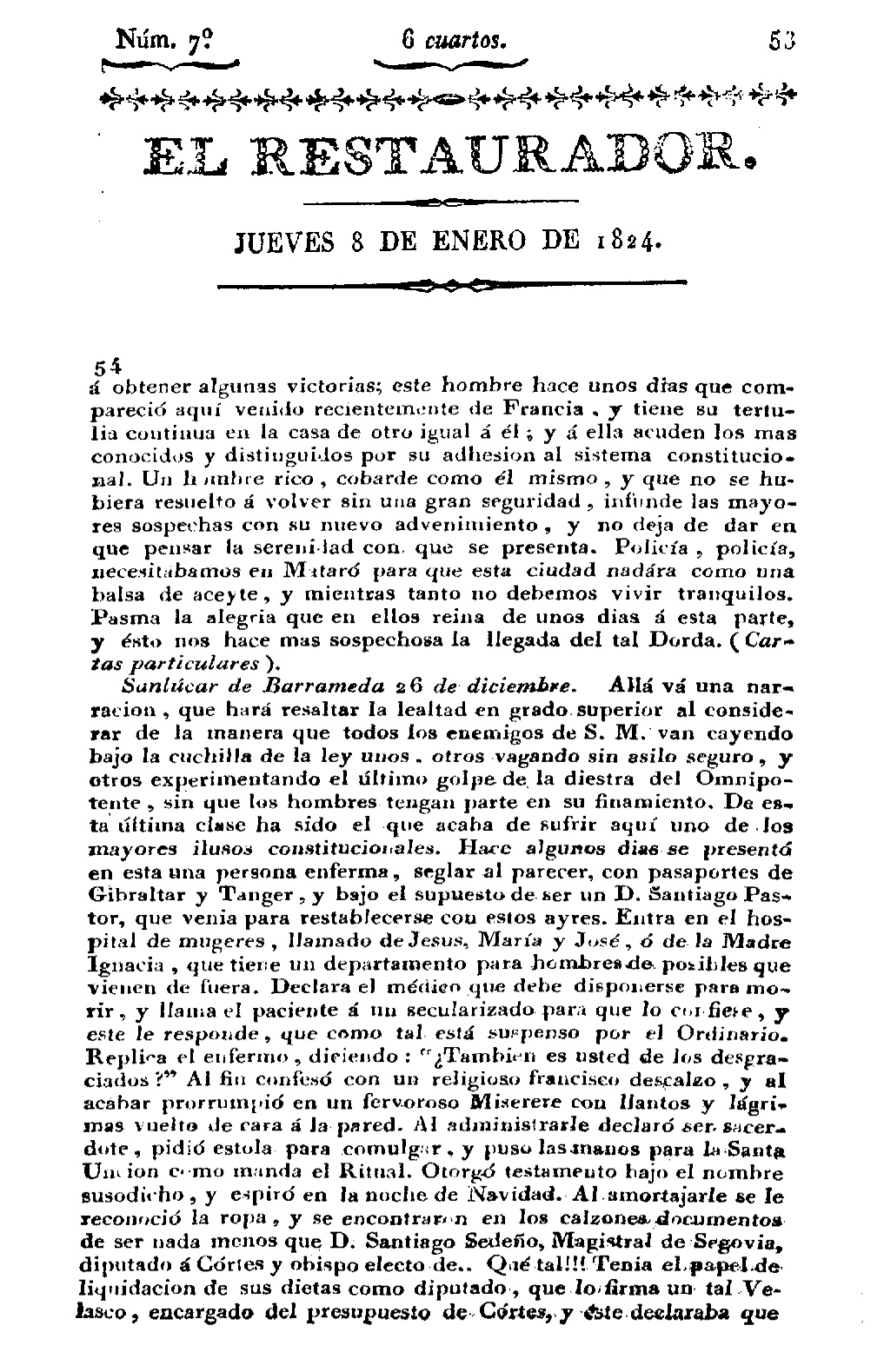
Mancheta del número 7 de El Restaurador del jueves 8 de enero de 1824 y página 54 del mismo, con la información sobre la muerte del obispo electo de Coria Santiago Sedeño

Santiago Sedeño y Pastor (Guijar de Valdevacas, Segovia, 27 de julio de 1769-Sanlúcar de Barrameda, Cádiz, 26 de diciembre de 1823), canónigo magistral de la catedral de Segovia, electo obispo de Coria y diputado a Cortes por Segovia en la legislatura de 1822, fue uno de los sesenta y tres diputados que en junio de 1823, en Cádiz, votaron la incapacitación temporal del rey Fernando VII tras la invasión de los Cien Mil Hijos de San Luis.

## Biografía
Según la reseña biográfica que le dedicó Tomás Baeza, inició los estudios de filosofía en el Seminario Conciliar de Segovia en 1782 y en 1785 obtuvo el grado de bachiller en artes por la Universidad de Valladolid. Continuó durante otros cinco años los estudios de teología en el Seminario, becado por el ayuntamiento, y en 1790 obtuvo el grado de bachiller en esta facultad por la misma universidad de Valladolid, licenciándose luego en la de Ávila en 1793, siempre con buenas calificaciones. Ordenado y adscrito a la parroquia de la Trinidad de Segovia, obtuvo por oposición plaza de cura en Turégano y en 1897 la de canónigo magistral en Segovia.
Al triunfar el pronunciamiento de Riego con el restablecimiento del régimen liberal se distinguió por su defensa desde el púlpito de la Constitución de 1812 y el gobierno le designó para ocupar la plaza vacante de obispo de Coria, de la que no tomó posesión al negarse a su confirmación la Santa Sede en vista de los informes muy negativos del nuncio Giustiniani, en los que lo acusaba de jansenismo.
Vinculado a la tertulia patriótica segoviana, el 11 de octubre de 1821 El Eco de Padilla, órgano de la Confederación de Comuneros Españoles, publicó un comunicado remitido por un responsable de aquella tertulia por el que daban cuenta de que, al mismo tiempo que les hacía partícipes de su reciente nombramiento como obispo de Coria, se ponía a su disposición con las mayores muestras de afecto. En su respuesta, al tiempo que le daban las gracias por haberse acordado en tales momentos de la tertulia, expresaban su confianza en las «bellas circunstancias que adornan a este nuevo sucesor de los apóstoles, convencidos de que hará la felicidad de las ovejas que el gobierno pone bajo su cuidado».
En diciembre de 1821 fue elegido diputado por Segovia para la legislatura que debía iniciarse en el mes de marzo siguiente. En ellas fue miembro de la comisión eclesiástica encargada de emitir el Dictamen sobre el juramento que los obispos prestan al tiempo de su consagración y al producirse la intervención francesa marchó con las Cortes primero a Sevilla y luego a Cádiz, donde votó la incapacitación temporal del rey.
Liquidado el régimen liberal se exilió en Gibraltar pero al parecer por hallarse enfermo regresó a España con hábito seglar y pasaporte a nombre de Santiago Pastor, para fallecer en el hospital de Jesús, María y José o de la Madre Ignacia en Sanlúcar de Barrameda. El diario absolutista El Restaurador recogió con tintes providencialistas las circunstancias de su muerte en su número del 8 de enero de 1824:

Allá va una narración, que hará resaltar la lealtad en grado superior al considerar de la manera que todos los enemigos de S. M. van cayendo bajo la cuchilla de la ley unos, otros vagando sin destino seguro, y otros experimentando el último golpe de la diestra del Omnipotente, sin que los hombres tengan parte en su finamiento. De esta última clase ha sido el que acaba de sufrir aquí uno de los mayores ilusos constitucionales.

Según este diario tras presentase con nombre supuesto en el hospital y ser examinado por el doctor, este le comunicó que debía prepararse para morir. Pidió confesarse con un sacerdote secularizado que por estar suspendido no pudo administrarle el sacramento y finalmente lo hizo un fraile franciscano, al que se presentó como sacerdote y pidió estola para comulgar. Testó con el nombre supuesto y falleció, según decía, la noche de Navidad. Fue solo entonces, al prepararle para la sepultura, cuando se descubrió su identidad:

Al amortajarle se le reconoció la ropa, y se encontraron en los calzones documentos de ser nada menos que D. Santiago Sedeño, Magistral de Segovia, diputado a Cortes, y obispo electo de... Qué tal!!! Tenía el papel de liquidación de sus dietas como diputado, que lo firma un tal Velasco [...] Le acabamos de enterrar esta mañana: a las doce y media de ella salía el cadáver de la iglesia, y al bajar las gradas se presentó el Corregidor interino con un escribano, se puso el cadáver en el suelo, se hizo un reconocimiento judicial, y se enterró en el Cimenterio. ¡Qué desengaño para los obstinados!!! En fin, el Juez queda reuniendo datos para dar parte de todo a la Superioridad.

## Obras
Tomás Baeza recoge la publicación de dos de sus sermones predicados desde el púlpito de la catedral segoviana durante el Trienio Liberal: 
- Sermón que dijo en la Santa Iglesia Catedral de Segovia el Domingo de Ramos 26 de marzo de 1820 el licenciado don Santiago Sedeño, Canónigo magistral de la misma, Segovia, imprenta de Espinosa, 1820;[5] En él defendía la Constitución de 1812 y atacaba la ya abolida Inquisición.[6] En su defensa de la Constitución, que respondía al llamamiento de Jesús a que «reine entre sus hijos la paz, la unión y la concordia», sostenía que ni siquiera la Inquisición en los siete años anteriores la había condenado y recordaba el artículo 12 que proclamaba la confesionalidad católica del Estado, para acabar condenando al tribunal de la Inquisición por su inutilidad para sustentar la fe.[7]
- Exhortación que hizo a la Milicia Nacional local de la ciudad de Segovia al tiempo de prestar su juramento en la Sta. Iglesia Catedral el Lic. D, Santiago Sedeño..., Segovia, Imprenta de Espinosa, 1821.[8] Sermón, según Baeza, destinado a excitar las pasiones de los partidos con un lenguaje «harto impropio de la cátedra de la verdad».[6]

Además publicó también en la imprenta de Espinosa y en 1820 un opúsculo de doce páginas titulado La Constitución vindicada de las groseras calumnias de sus enemigos por un amigo del Pueblo, folleto que, aunque anónimo, fue inequívocamente reconocido y denunciado como obra de Sedeño por el nuncio en el informe que contra su nombramiento como obispo de Coria envió a Roma. Como en el sermón del Domingo de Ramos, sostenía que la Constitución de 1812 era hija del Evangelio, pues como este libra a los hombres del pecado la Constitución lo hacía del despotismo. Del mismo modo, con las siglas E.C.S.S. (que el nuncio Giustiniani interpretó como El Ciudadano Santiago Sedeño) publicó a finales de 1821 un folleto titulado Despertador constitucional, en el que con mayor radicalidad llamaba a la defensa de la Constitución.